# Андроник Контостефан
Андроник Контостефан (англ. Ἀνδρόνικος Κομνηνός Κοντοστέφανος; около 1132 — не ранее 1183) — византийский военачальник, адмирал и политик, значительная фигура при дворе во время правления своего дяди Мануила I Комнина.

## Биография

### Начало карьеры
Происходил из династии военных Контостефанов. Младший сын Стефана Контостефана, пангиперсеваста и великого дуки (адмирала), и Анны Комнины (дочери императора Иоанна II). Родился в 1132 или 1133 году в Константинополе.
Начал военную карьеру под началом своего отца. В 1148—1149 годах участвовал в осаде острова Корфу, который захватили войска королевства Сицилия. В одной из битв у него на руках погиб его отец Стефан. Приблизительно в 1150 году Андроник женился на представительнице рода Дук (или Дук Комнинов), имел как минимум пятерых сыновей и, вероятно, несколько дочерей. Участвовал в военных действиях против сельджуков и итальянских норманнов, однако сам не был командующим.

### Война с Венгрией
В 1167 году после смерти Алексея Вриенния Комнина был назначен великим дукой византийского флота. В то же время получил должности стратега фем Эллада, Пелопоннес и Крит. Во главе войска выступил против венгерской армии, которая уже заняла Далмацию и северную Сербию. В решающей Сирмианской битве, несмотря на запрет императора Мануила I вступать в бой, Андроник Контостефан разгромил венгерскую армию. После этого он занял Далмацию и земли к югу от реки Крка. С триумфом вернулся в Константинополь.

### Морские походы
В 1169 году Костостефану было поручено присоединиться к военно-морскому походу против Фатимидского халифата. На суше его должен был поддержать король Амори I Иерусалимский. Великий дука потопил египетскую флотилию у Кипра и прибыл в Тир. Раздражённый Андроник обнаружил, что иерусалимский король не спешит присоединиться к походу, что посеяло недоверие между союзниками. В октябре 1169 византийцы и крестоносцы прибыли к устью Нила, где осадили важную крепость-порт Дамьетта. Когда Констостефан отдал приказ к штурму, король Амори I объявил о заключении мира с халифатом. На обратном пути значительная часть византийского флота погибла. Остатки вернулись в Византию только в 1170 году.
В 1171 году возглавил морские сражения против венецианского флота и отразил нападение на Эвбею. Дождавшись, когда среди венецианцев начались болезни, Андроник Констостефан в апреле 1172 атаковал противника. Не имея возможности сопротивляться дож Витале II Микьель спешно покинул Хиос, Лесбос, Тасос и Скайрос, понеся значительные потери. Вскоре по неизвестным причинам Контостефан передал должность великого дуки Иоанну Дуке Комнину (сыну севастократора Андроника Комнина).
В 1176 году Андроник Контостефан участвовал в военном похода под предводительством императора Мануила I против Румского султаната. В битве при Мириокефале византийцы потерпели сокрушительное поражение от сельджуков. Констостефан сумел спасти своих людей, выведя их из окружения. После этого вдохновил императора на продолжение борьбы. Демонстрация того, что у Византии ещё осталось войско, помогло Мануилу I заключить приемлемое перемирие.
В этой битве погиб великий дука Иоанн Дука Комнин, поэтому Андроник Контостефан снова занял эту должность. В 1177 году во главе флота из 150 судов отправился покорять Египет. Впрочем, он остановился ещё в Акре, где сумел убедить крестоносцев и дворян Иерусалимского королевства начать совместные военные действия. В том же году вернулся в Византию.

### Восстание Андроника Комнина
Андроник сохранил своё высокое положение в конце правления Мануила I и при императоре Алексее II. В 1182 году во время восстания Андроника Комнина успешно оборонял столицу от флота мятежника. Андронику уговаривать Контостефана перейти на свою сторону, утверждая, что восстание направлено против протосеваста Алексея, а не императора.
К неудовольствию Андроника Контостефана Андроник Комнин объявил себя императором, а затем сверг Алексея II. Вместе с Андроником Ангелом он составил заговор против нового императора. Заговор был раскрыт; Ангел с двумя сыновьями успел сбежать, а Контостефана и его четверых сыновей схватили и ослепили. Последнее упоминание о нём относится к 1186 году.